# Franckesche Stiftungen

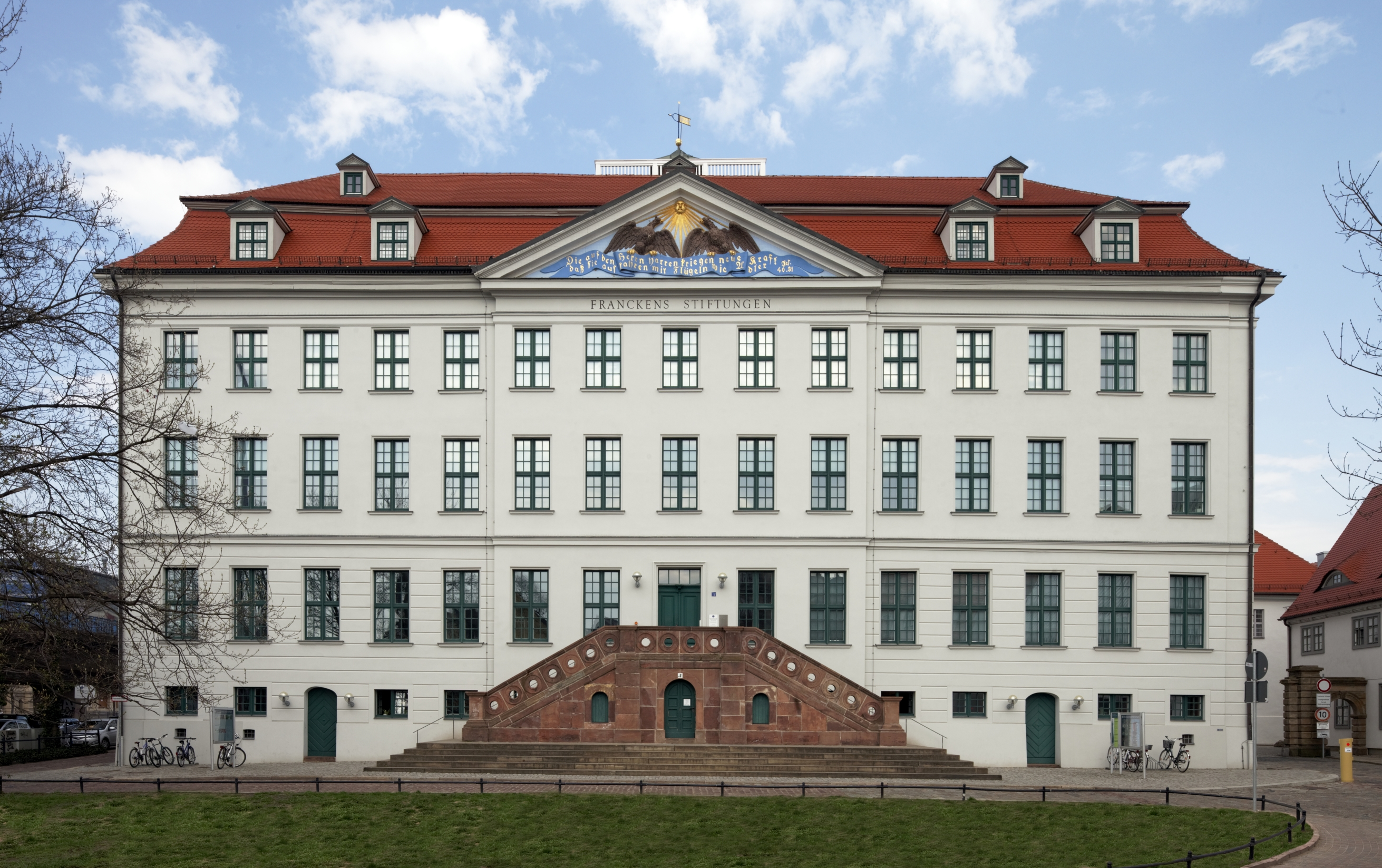
Das Historische Waisenhaus (2013)

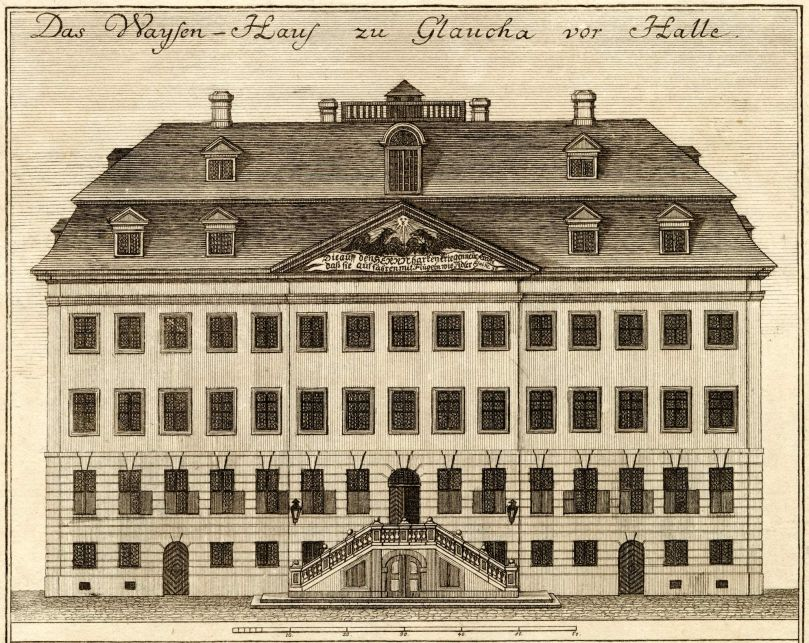
Franckesche Stiftungen: Historisches Waisenhaus (Kupferstich, 1749)

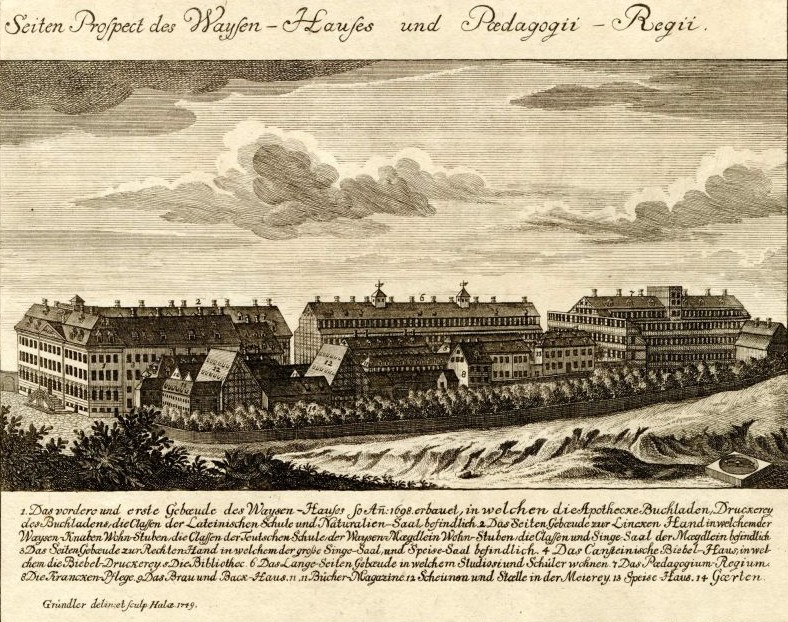
Gesamtansicht der Franckeschen Stiftungen (Kupferstich, 1749)

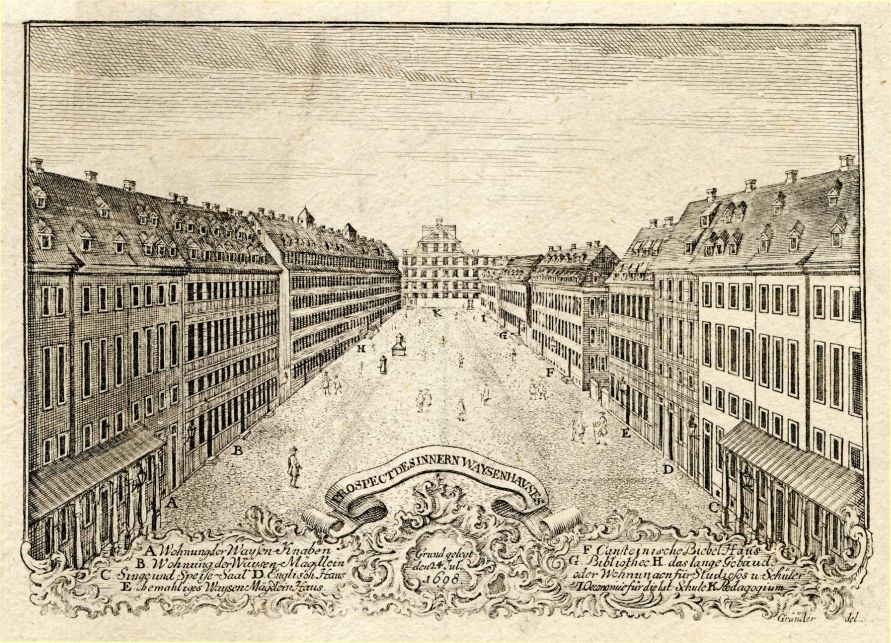
Hof der Franckeschen Stiftungen (Kupferstich, um 1750)

Die Franckeschen Stiftungen zu Halle (früher Glauchasche Anstalten) beherbergen eine Vielzahl kultureller, wissenschaftlicher, pädagogischer und sozialer Einrichtungen. Sie wurden 1698 durch den Theologen und Pädagogen August Hermann Francke gegründet. Franckes pietistisch geprägte Schulen und soziale Initiativen erlangten internationale Bedeutung. Die historischen Gebäude stehen heute als weltweit einzigartiges Beispiel sozialer und pädagogischer Zweckarchitektur auf der deutschen Vorschlagsliste für das UNESCO-Weltkulturerbe. Mittlerweile haben sich über 50 verschiedene Einrichtungen auf dem Stiftungsgelände etabliert, darunter vier Schulen, Institute der Martin-Luther-Universität, die Kulturstiftung des Bundes und das Deutsche Jugendinstitut.

## Geschichte

### Von der Armenschule zum Waisenhaus

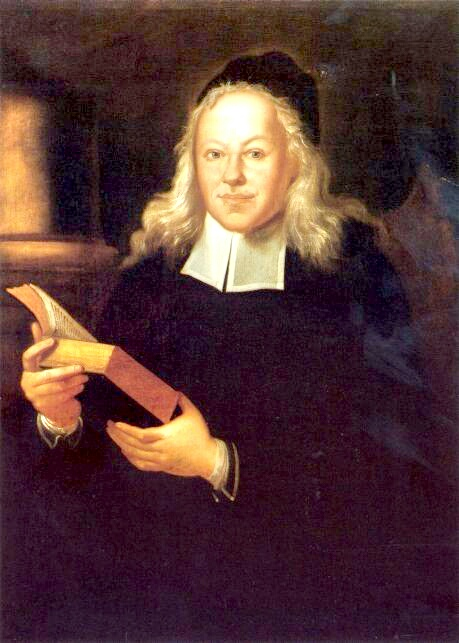
August Hermann Francke (1663–1727)

Am 22. Dezember 1691 wurde August Hermann Francke zum Pfarrer an die St.-Georgen-Kirche in Glaucha (seit 1817 Stadtteil von Halle) berufen. Gleichzeitig erhielt er die Ernennung zum Professor der griechischen und orientalischen Sprache an der in Gründung befindlichen Universität Halle. Da im Gebiet seines Pfarrbezirks eine „krasse Unwissenheit in Glaubensfragen und weitgehende sittliche Verwahrlosung“ herrschte, hielt er sonntags nach dem Gottesdienst Katechismusunterricht für Kinder und Erwachsene seiner Gemeinde ab. Um die soziale Not verarmter Kinder zu lindern, stellte er aus den Kirchenkollekten Schulgeld zur Verfügung.
Eine größere Spende zu Ostern 1695 von vier Talern und 16 Groschen in der Armenbüchse des Pfarrhauses wurde Grundstock seines Lebenswerkes.

„Das ist ein ehrlich Kapital! Davon muß man etwas Rechtes stiften! Ich will eine Armenschule damit anfangen!“

Unmittelbar nach Erhalt der Spende eröffnete August Hermann Francke eine Armenschule, vorerst in einem Raum des Pfarrhauses. Unterrichtet wurden die mittellosen Kinder durch einen Theologie-Studenten der halleschen Universität. Der gute Ruf dieser kleinen Armenschule ließ die Zahl der Schüler rasch anwachsen, so dass wenige Wochen später bereits einige Glauchaer Bürger ihre Kinder gegen eine geringe Schulgebühr zum Unterricht schickten. Im Sommer 1695 wurden bereits 50 Schüler unterrichtet. Da zunehmend auch Angehörige wohlhabender Kreise ihre Kinder zu Francke schicken wollten, gründete er zu Pfingsten 1695 das Pädagogium als Erziehungs- und Bildungsanstalt für Kinder aus dem Adel und dem reichen Bürgertum. Eine weitere Schule, die Lateinische Schule, wurde 1697 für Knaben aus bürgerlichen Familien gegründet, die vorhatten, sich mit akademischen Studien zu beschäftigen. Der Unterricht fand durch Studenten statt, die als Gegenleistung eine freie Wohnung, freies Holz und 16 Groschen Lohn erhielten. Ziel der Schulen war die Rettung der Seelen, und dazu diente die schriftliche Gewissenserforschung. Hierfür mussten auch die Mädchen Lesen und Schreiben lernen.
Da viele mittellose Kinder oder Waisen außerhalb der Schule durch das schlechte soziale Umfeld wieder erneuter körperlicher aber auch moralischer Verwahrlosung ausgeliefert waren, beschloss Francke, diese Kinder gegen Geld bei Familien unterzubringen. Damit war die Idee eines Waisenhauses geboren. Unter Nutzung kurfürstlicher Privilegien, die ihm Akzise-, Zoll- und Geleits-Freiheit gewährten, und Dank zahlreicher Spenden wurde 1698 der Grundstein eines für damalige Verhältnisse gewaltigen Bauwerks, des Waisenhauses, gelegt. Im April 1701 konnte Francke das Gebäude, welches zugleich als Hauptgebäude seiner Stiftungen fungierte, einweihen.

### 17. bis 19. Jahrhundert
Dank weiterer kurfürstlicher Privilegien konnten eine Buchhandlung, eine Buchdruckerei und Buchbinderei, eine Apotheke sowie ein Naturalienkabinett eingerichtet werden. Deren Einnahmen finanzierten das Waisenhaus und ließen die Stiftungen weiter wachsen. Ab 1708 erschien dreimal wöchentlich die Hallische Zeitung. Im Jahr 1709 wurde ein dreistöckiger Fachwerkbau für Waisenmädchen und eine Mädchenschule errichtet, im Folgejahr entstand das Englische Haus, für Schüler aus England. Ebenfalls im Jahr 1710 entstand in einer Lücke zwischen Hauptgebäude und Englischem Haus ein weiteres Gebäude, in dem sich im Untergeschoss ein Speisesaal, in den Obergeschossen ein Sing- und Betsaal befand, in dem 2000 Personen Platz fanden. Im gleichen Jahr gründete Francke mit dem preußischen Freiherrn Carl Hildebrand von Canstein die Cansteinsche Bibelanstalt. Dort wurden bis in das 20. Jahrhundert Millionen preiswerter Bibeln gedruckt. Die Stiftungen wurden Halles Tor zur Welt. Im 18. Jahrhundert wirkten pietistische Geistliche im Baltikum, in Russland, Polen, Böhmen, Slowenien, Skandinavien, England, Holland, Indien und Nordamerika. Zu diesen entstand ein weltweites Korrespondenznetz. Im Jahr 1810 wurde die Realschule erbaut, 1835 folgte die Höhere Töchterschule, das spätere Lyzeum.

### 20. Jahrhundert
Die Umsetzung eines neuen mehrgliedrigen Schulsystems, getragen von der pietistischen Frömmigkeit und praktischen Nächstenliebe August Hermann Franckes in Verbindung mit wissenschaftlichen Institutionen und zum Erhalt beitragenden Wirtschaftsbetrieben
begründeten den Ruf des halleschen Waisenhauses in ganz Europa. Die Reformpläne des Halleschen Pietismus wurden durch Lehrer, Ärzte und Missionare in die Welt getragen. Ihre Spuren findet man heute noch in vielen europäischen Ländern, aber auch in Indien und den USA. Die erste protestantische Mission, die Diakonie, die Realschule in Deutschland, Millionen deutschsprachiger Bibeln und eine Vielzahl der gängigen evangelischen Kirchenlieder haben ihren Ausgangspunkt in den Franckeschen Stiftungen. Wegen der großen Nachfrage und des ausgezeichneten Rufes wuchs der Bedarf an größeren Schulgebäuden in den Stiftungen. Im Herbst 1906 wurde daher ein neues Schulgebäude für die Lateinische Hauptschule (Latina) errichtet. Die Jahresstatistik von 1911 verzeichnete insgesamt 3056 Schüler in den verschiedenen Schulen der Franckeschen Stiftungen. 1920 konnte für die neue Oberrealschule ein weiteres Schulgebäude bezogen werden.
Über die Zeit des Nationalsozialismus bestanden die Stiftungen als christlich geprägte Schulstadt fort. Dies gelang durch eine Gratwanderung von Anpassung, Anhängerschaft und Ablehnung des nationalsozialistischen Gedankenguts. Die Latina blieb in dieser Zeit als eines der wenigen humanistischen Gymnasien des Landes bestehen. Während des Zweiten Weltkriegs wurden einige Gebäude der Stiftungen, unter anderem Teile des Wohnhauses August Hermann Franckes und der Latina bei einem Fliegerangriff im März 1945 zerstört.
Während des Bestehens der DDR verloren die Franckeschen Stiftungen ihre Selbstständigkeit, wurden in Volkseigentum überführt und waren einem zunehmenden baulichen Verfall ausgesetzt. Eine notdürftige Instandsetzung erfolgte in dieser Zeit lediglich bei Gebäuden, die von der Martin-Luther-Universität genutzt wurden oder die als Schulgebäude Bestand hatten. Der Schulname August Hermann Francke  wurde beibehalten. In dieser Zeit existierten unter diesem Namen sowohl eine Polytechnische Oberschule als auch eine Erweiterte Oberschule. Für die erste Arbeiter- und Bauernfakultät entstand 1952–53 das heutige Hans-Ahrbeck-Haus.
In den 1970er Jahren wurde die nördliche Waisenhausmauer abgerissen, um eine Hochstraße für die heutige Bundesstraße 80 zu bauen. Diese führt seitdem auf einem Teilstück direkt durch das Stiftungsgelände und trennt das Haus der Waisenhausapotheke von den übrigen Stiftungsgebäuden ab. Auf dem Gelände der stiftungseigenen Plantage wurden mehrere Hochhäuser errichtet. 1978 wurde auf dem früheren Feldgarten eine zusätzliche Plattenbau-Schule vom Typ Erfurt TS 75 errichtet.

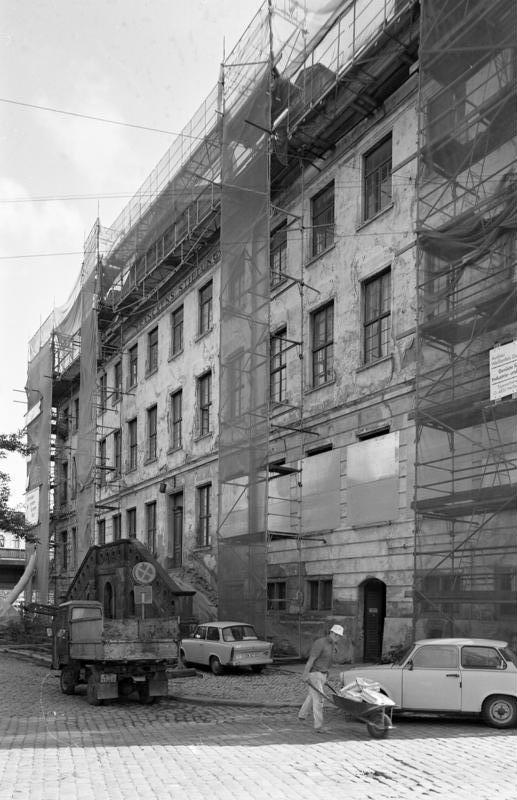
Sanierung des verfallenen Hauptgebäudes der Franckesche Stiftungen (1991)

Ab 1991 wurden die historischen Gebäude saniert. 1992 wurden die Stiftungen nach bundesdeutschem Recht wiedergegründet, als Stiftung öffentlichen Rechts. Die Franckeschen Stiftungen wurden in das im Jahre 2001 erschienene Blaubuch aufgenommen. Das Blaubuch ist eine Liste national bedeutsamer Kultureinrichtungen in Ostdeutschland und umfasst zurzeit 20 sogenannte kulturelle Leuchttürme. Zum 300. Jahrestag des Bestehens der Franckeschen Stiftungen wurden 1998 eine Gedenkmünze sowie eine Briefmarke mit dem Bild des Waisenhauses herausgegeben.

### 21. Jahrhundert
Von 2009 bis 2011 wurde das historische Brau- und Backhaus (Haus 37–39) saniert. Im dahinter liegenden Gebäude 36/36a (Pächterhäuser) befindet sich das Staatliche Seminar für Lehrämter. Mit der Sanierung am Entrée konnte 2006 begonnen werden. Es handelt sich um ehemalige Gasthäuser aus dem 16. und 17. Jahrhundert, die Francke aufkaufte und für seine pädagogischen und sozialen Zwecke einrichtete. Das Wohnhaus Franckes wurde 2008 nach Sanierung wieder eröffnet und beherbergt seither das Informations-Zentrum, die Waisenhausbuchhandlung und die Bibelmansarde sowie eine Ausstellung zu Leben und Wirken des Stiftungsgründers. 1655 erbaut, war es als Gasthof ‚Goldene Rose’ bekannt. 2010 bis 2012 entstand der Neubau für die Kulturstiftung des Bundes.

## Heutige Bedeutung

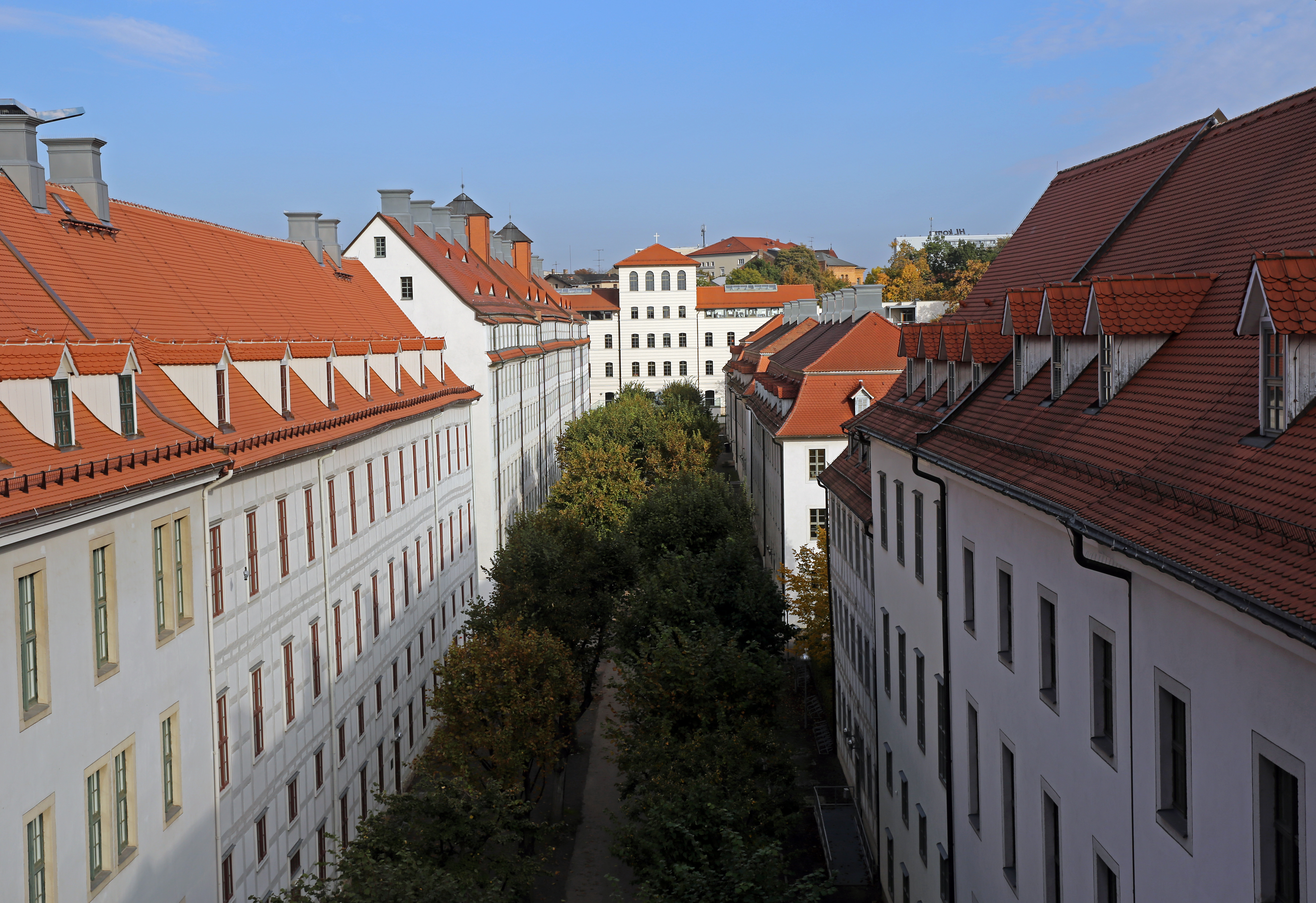
Innenhof (2015)

Die Franckeschen Stiftungen sind heute eine Einrichtung von nationalem Rang mit zahlreichen internationalen Kooperationen. Das historische Waisenhaus mit der Kunst- und Naturalienkammer als ältestem bürgerlichen Museumsraum Deutschlands, das Francke-Kabinett, das Kinderkreativzentrum Krokoseum sowie die historische Bibliothek der Stiftung mit barockem Kulissenmagazin sind für Besucher zugänglich. Im historischen Waisenhaus finden neben der historischen Dauerausstellung auch regelmäßige Wechselausstellungen zu Themen die im Bezug zur Geschichte der Franckeschen Stiftungen stehen, statt. Im ehemaligen Versammlungssaal, dem heutigen Freylinghausen-Saal, finden regelmäßig weitere Veranstaltungen und Konzerte statt.
Der historische Gebäudekomplex, auf einem geschlossenen Areal mitten in der Stadt Halle gelegen, ist bis heute weitgehend erhalten geblieben. Das Lange Haus im oberen Lindenhof ist die größte Fachwerkkonstruktion Europas. Es misst über 110 Meter und bis zu sechs Stockwerke.
Die Franckesche Stiftungen sind zusammen mit der Moritzburg und der Marktkirche Unser Lieben Frauen eine von drei Stationen des Lutherweges Sachsen-Anhalt in Halle.
Als weltweit einzigartiges Beispiel sozialer und pädagogischer Zweckarchitektur steht der Stiftungskomplex auf der deutschen Vorschlagsliste für das UNESCO-Weltkulturerbe.

## Einrichtungen im Einzelnen (Auswahl)

### Wissenschaftliche Einrichtungen

#### Historisches Waisenhaus und Franckes Wohnhaus
Das historische Waisenhaus wurde als erster Bau der pädagogischen und sozialen Anstalten August Hermann Franckes zwischen 1698 und 1700 errichtet. Erbaut mit Hilfe von Spenden, beherbergte es bis zur Konstruktion der Erweiterungsbauten rund um den Lindenhof sämtliche Einrichtungen der Stiftungen wie die Schlaf- und Unterrichtssäle, die Buchhandlung, die Apotheke und die Druckerei. Heute bildet das Historische Waisenhaus das kulturelle Herzstück der Franckeschen Stiftungen. Hier finden wissenschaftliche wie kulturelle Veranstaltungen, kulturhistorische Ausstellungen und Konzerte statt. Es ist Haus 1 der nummerierten Gebäude der Franckeschen Stiftungen.
Im ehemaligen Wohnhaus Franckes, dem Haus 28, befindet sich heute das Informationszentrum der Franckeschen Stiftungen, das Francke-Kabinett mit einer Dauerausstellung sowie einer Bibel-Mansarde. Francke hatte das Haus, in dem sich ursprünglich ein Gasthaus befand, 1702 erworben und zum Wohnhaus umgebaut.

#### Die Kunst- und Naturalienkammer
Die barocke Kunst- und Naturalienkammer von 1698 gilt als der älteste bürgerliche Museumsraum in Deutschland. Sie wurde von Francke zu Unterrichtszwecken angelegt und ist heute wieder nach dem originalen Museumskonzept des 18. Jahrhunderts an ihrem historischen Platz in der Mansarde des Waisenhauses aufgestellt. Achtzehn reich verzierte Sammlungsschränke bergen circa 3000 Naturalien, Kuriositäten und Artefakte. Sie vermitteln den einzigartigen Eindruck einer barocken Wunderkammer. Anders als Museen heute, folgt die Kammer einem enzyklopädischen Sammlungsanspruch. Unterschieden wird zunächst zwischen Naturalien und Artefakten. Die Naturalien wurden in Steine, Pflanzen und Animalien getrennt, die Artefakte in bildende Kunst, Schreibkunst, Münzen, Alltagskultur und Kleidung. Ziel war es, ein Spiegelbild der Welt zu schaffen: Einen Mikrokosmos, der den Makrokosmos als wunderbare Schöpfung Gottes fassbar machte. Die Kunst- und Naturalienkammer befindet sich im Historischen Waisenhaus.

#### Studienzentrum August Hermann Francke mit Archiv und Bibliothek
Die Ende des 17. Jahrhunderts gegründete Bibliothek enthält im Altbestand etwa 50.000 Bücher der verschiedensten Wissensgebiete, hauptsächlich aber zur Kirchen- und Bildungsgeschichte der Frühen Neuzeit. Die historische Kulissenbibliothek befindet sich seit 1728 im Haus 22, einem eigens errichteten Zweckbau, dessen originales Mobiliar mit den kulissenartig in den Raum gestellten Regalen, komplett erhalten geblieben ist. Seit der Restaurierung nach den alten Plänen in den späten 1990er Jahren ist sie wieder in ihrer ursprünglichen Gestalt von 1746 zu sehen.

#### Verlag der Franckeschen Stiftungen
Schwerpunkt der Verlagsarbeit bilden Veröffentlichungen der Franckeschen Stiftungen wie Bildbände, Kataloge und Forschungsbeiträge zum Pietismus. Zusätzlich betreut der Verlag mehrere wissenschaftliche Reihen.

### Einrichtungen der Martin-Luther-Universität Halle-Wittenberg
In den Franckeschen Stiftungen befinden sich folgende Einrichtungen der Martin-Luther-Universität Halle-Wittenberg: die Philosophische Fakultät III – Zweig Erziehungswissenschaften, die Theologische Fakultät mit dem Institut für Bibelwissenschaften und Kirchengeschichte, dem Institut für Systematische Theologie, Praktische Theologie und Religionswissenschaft; das Interdisziplinäre Zentrum für die Erforschung der Europäischen Aufklärung, das Interdisziplinäre Zentrum für Pietismusforschung, das Exzellenznetzwerk Aufklärung – Religion – Wissen. Transformationen des Religiösen und des Rationalen in der Moderne, das Zentrum für Schul- und Bildungsforschung, das Institut für Katholische Theologie und Didaktik, das Institut für Pädagogik, das Institut für Rehabilitationspädagogik, das Institut für Schulpädagogik und Grundschuldidaktik, das Seminar für Judaistik/Jüdische Studien, das Leopold-Zunz-Center zur Erforschung des europäischen Judentums, die Jugenduni Halle, die Beratungsstelle für unterstützende Kommunikation, die Forschungsstelle zur Rehabilitation von Menschen mit kommunikativer Behinderung sowie eine Zweigbibliothek der Universitäts- und Landesbibliothek Sachsen-Anhalt.

### Pädagogische Einrichtungen
- Grundschule August Hermann Francke
- Reformschule Maria Montessori (Evangelische Grundschule mit Integration)
- Sekundarschule August Hermann Francke
- Landesgymnasium Latina August Hermann Francke (Europaschule) mit Pensionsanstalt und Musikhaus

### Soziale oder gemeinnützige Einrichtungen
- Haus der Generationen, vereint das Altenpflegeheim der Paul-Riebeck-Stiftung, die Grundschule Maria Montessori sowie das Familienkompetenzzentrum für Bildung und Gesundheit
- Kindertagesstätten der Franckeschen Stiftungen
- Krokoseum, kultureller und museumspädagogischer Aktionsraum für Kinder mit ständigem als auch inhaltlich wechselnden Programm unter pädagogischer Betreuung, befindet sich im Sockelgeschoss des Historischen Waisenhauses
- Freundeskreis der Franckeschen Stiftungen e. V., wurde 1990 gegründet und ist ein gemeinnütziger Verein, dem circa 1300 Mitglieder angehören, zumeist ehemalige Schüler der Stiftungsschulen
- Studentenwerk Halle, betreibt die Mensa des Historischen Speisesaals im Haus 27
- Jugendwerkstatt Bauhof Halle in den Franckeschen Stiftungen e. V., gemeinnützige Einrichtung mit Werkstätten, Projekten der Jugendsozialarbeit, Jugendberufshilfe, Arbeitsförderung und Qualifizierung
- Spielehaus e. V., Projekt der ganzheitlichen Jugendsozialarbeit zur spielerischen Auseinandersetzung verschiedener internationaler, nationaler und regionaler Kulturen
- Studentenklub Fornix e. V., ist nach dem lateinischen Namen (lateinisch: fornix, übersetzt: Gewölbe) des ersten genutzten Raumes, dem Keller des Hauses 2–4 mit seinem architektonisch bedeutsamen Tonnengewölbe benannt, dient als Begegnungs- und Kommunikationsstätte zwischen Schülern und Studenten
- Integration & Arbeit gGmbH, Einrichtung zur Förderung der beruflichen Integration Arbeitsloser mit Schwerbehinderung

### Christliche Einrichtungen
- Canstein-Bibelzentrum
- Evangelisches Konvikt Halle und Studienhaus der Evangelischen Kirche in Mitteldeutschland
- St.-Georgs-Kapelle, wurde 1998 in einem Kellerraum im Haus 24 mit bemerkenswerten Kreuzgewölbe eingerichtet und ist nach dem Namen der ersten Gemeinde Franckes, St. Georg benannt
- Orthodoxe Hauskirche des Heiligen Kreuzes, wurde im Februar 2000 durch Erzbischof Feofan geweiht und soll die ökumenische und geschichtliche Verbundenheit zur Orthodoxen Kirche widerspiegeln

Des Weiteren gibt es seit 2010 wieder eine allgemeinkirchliche Pfarrstelle. Eckart Warner begleitete das Leben auf dem Gelände der Stiftungen als erster Stiftungspfarrer; seit April 2022 ist Gabriele Zander die Stiftungspfarrerin.

### Kulturelle und weitere außeruniversitäre wissenschaftliche Einrichtungen
- Deutsches Jugendinstitut e. V., sozialwissenschaftliches Forschungsinstitut auf Bundesebene, Schwerpunkt ist die Grundlagenforschung über Lebensverhältnisse von Kindern, Jugendlichen und Familien
- Kulturstiftung des Bundes, fördert Kunst und Kultur im Rahmen der Zuständigkeit des Bundes
- Stadtsingechor zu Halle, gegründet 1116, ist der älteste Knabenchor Mitteldeutschlands, seit 1808 in den Franckeschen Stiftungen beheimatet
- Verein für hallische Stadtgeschichte e. V.
- Internationale Georg-Wilhelm-Steller-Gesellschaft e. V.

### Gewerbliche Einrichtungen

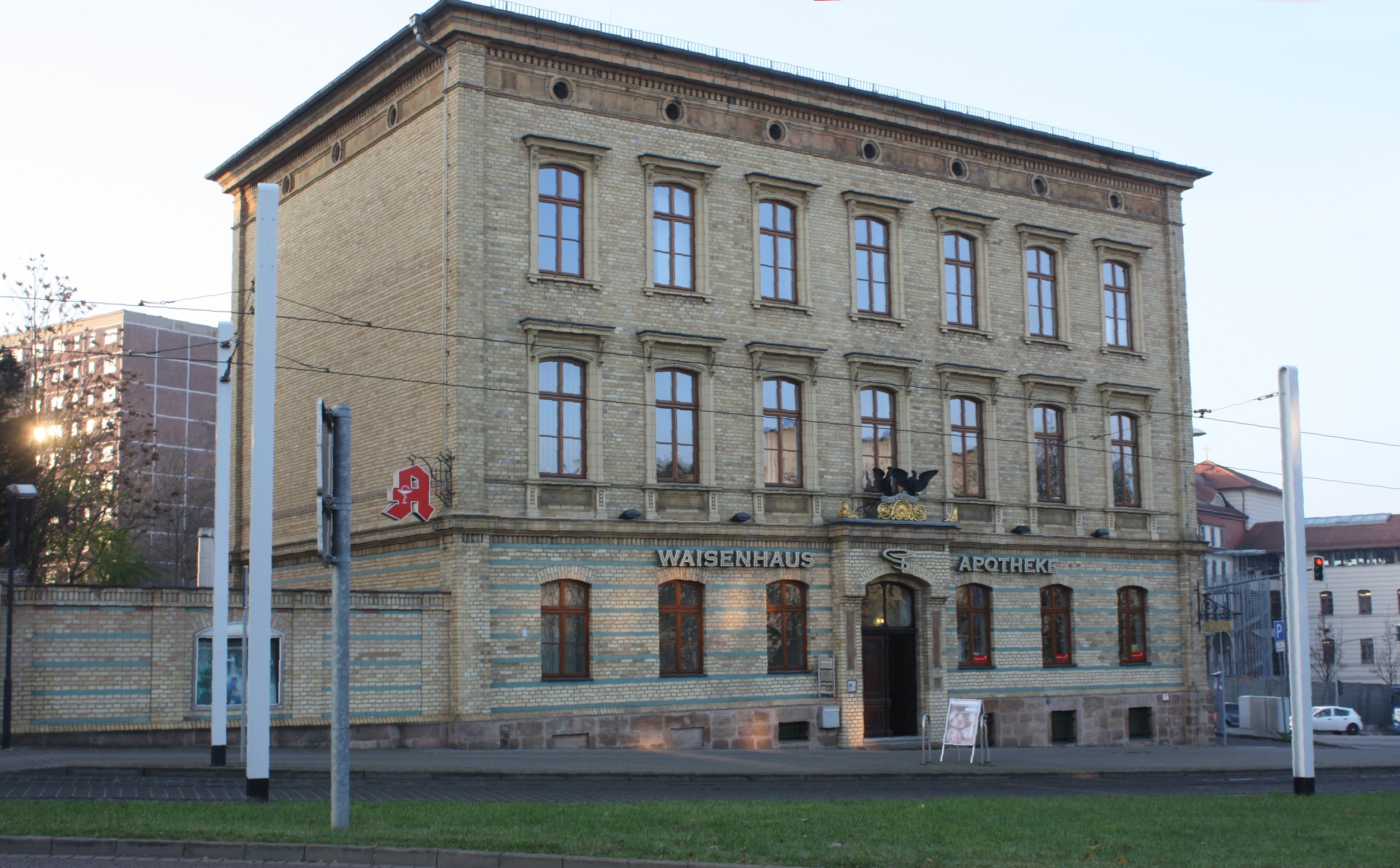
Waisenhausapotheke

Auf dem Stiftungsgelände befinden sich außerdem folgende historische gewerbliche Einrichtungen, die auf Grund eines Privilegs des Kurfürsten Friedrich III. von Brandenburg aus dem Jahre 1698 bis heute, mittlerweile als eigenständige Unternehmen, existieren:
- Waisenhaus-Apotheke (früher mit Medikamentenexpedition)
- Buchhandlung des Waisenhauses
- Druckfabrik Halle GmbH, im Jahre 1701 als Buchdruckerei des Waisenhauses in den Franckeschen Stiftungen gegründet

## Personen

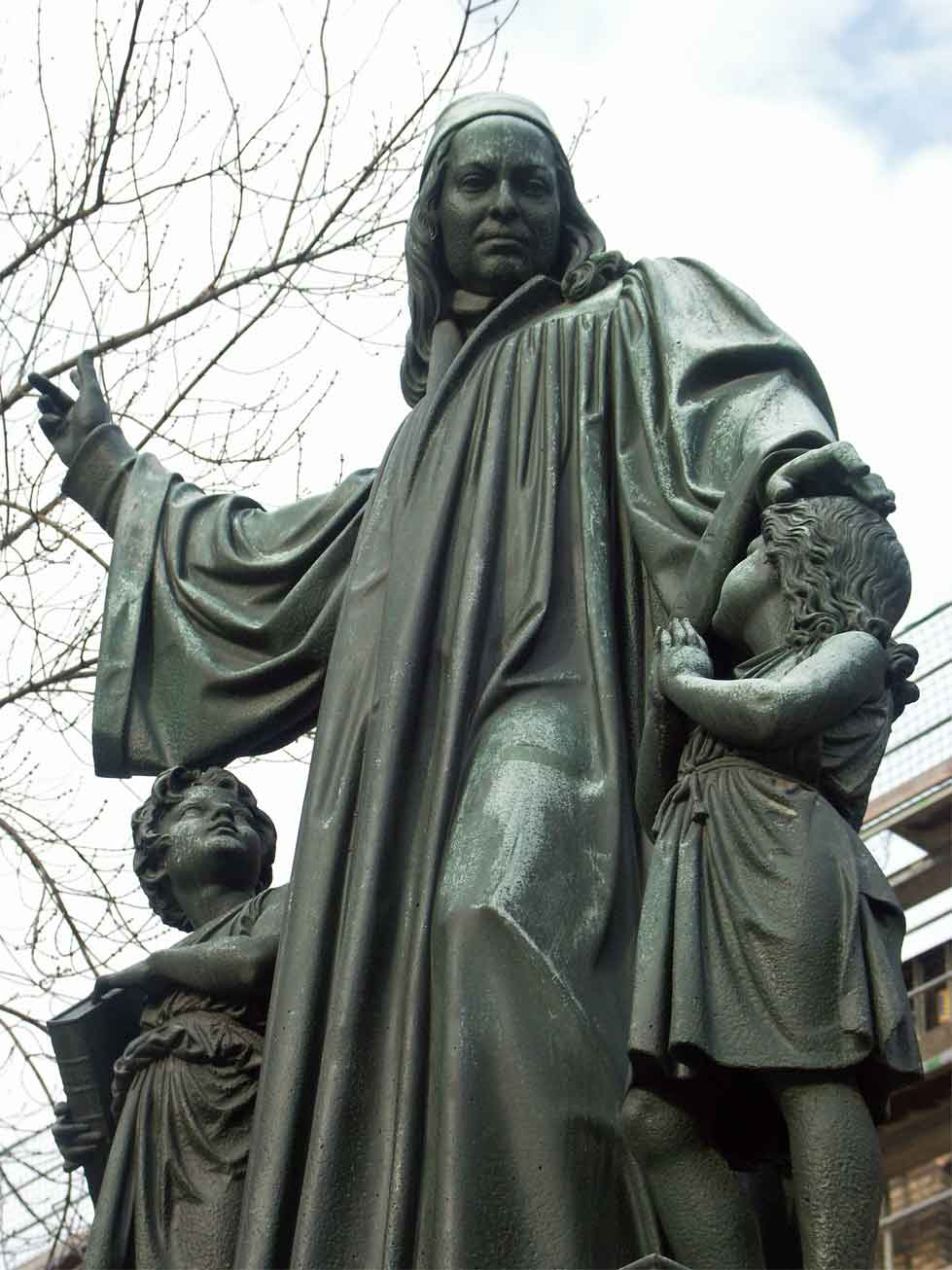
Franckes Denkmal im Hof der Franckeschen Stiftungen

August Hermann Francke baute in den Jahren seines Wirkens in Halle ein weitgespanntes Kommunikationsnetzwerk auf. Ausgedehnte Korrespondenzen und tägliche Besuche nutzte er, um sein hallesches Reformwerk umsetzen zu können und die neuen Bildungsansätze, etwa des Anschauungsunterrichts, über die Grenzen Deutschlands hinaus wirksam werden zu lassen. Im Netzwerk des Halleschen Pietismus finden sich u. a. in Halle ausgebildete Schüler und Lehrer, die als Mittler die halleschen Bildungsideen an ihren Wirkungsorten im protestantischen Europa bis nach Russland, Nordamerika und Südindien etablierten. An wichtigen Schnittstellen waren einflussreiche Unterstützer und Unterstützerinnen des Adels fest etabliert.

### Direktoren
| Name                               | Amtszeit  | Name                 | Amtszeit  |
| ---------------------------------- | --------- | -------------------- | --------- |
| August Hermann Francke             | 1698–1727 | Otto Frick           | 1880–1892 |
| Johann Anastasius Freylinghausen   | 1727–1739 | Wilhelm Fries        | 1892–1921 |
| Gotthilf August Francke            | 1727–1769 | August Nebe          | 1921–1931 |
| Johann Georg Knapp                 | 1769–1771 | Walther Michaelis    | 1931–1935 |
| Gottlieb Anastasius Freylinghausen | 1771–1785 | Max Dorn             | 1935–1945 |
| Johann Ludwig Schulze              | 1785–1799 | Peter Petersen       | 1945–1946 |
| August Hermann Niemeyer            | 1799–1828 | Hans Ahrbeck         | 1946      |
| Georg Christian Knapp              | 1799–1825 | Hans Osterwald       | 1946–1950 |
| August Jacobs                      | 1828–1829 | Paul Raabe           | 1992–2000 |
| Johann Karl Thilo                  | 1830      | Jan-Hendrik Olbertz  | 2000–2002 |
| Hermann Agathon Niemeyer           | 1830–1851 | Helmut Obst          | 2002–2003 |
| Gustav Kramer                      | 1853–1878 | Thomas Müller-Bahlke | Seit 2003 |
| Theodor Adler                      | 1878–1880 |                      |           |

### Vertreter und Vertreterinnen des Adels (Auswahl)
- Elisabeth Christine von Braunschweig-Wolfenbüttel, Deutsche Königin und Kaiserin des Heiligen Römischen Reichs (1691–1750)
- Carl Hildebrand von Canstein (1667–1719)
- Anna Sophia von Dänemark, Kurfürstin von Sachsen (1647–1717)[16]
- Friedrich IV. König von Dänemark (1671–1730)
- Henriette von Gersdorff (1648–1726)
- Wilhelmine Ernestine von Dänemark (1650–1706)[17]
- Erdmann Heinrich Henckel von Donnersmarck (1681–1752)[18]
- Friedrich I., König in Preußen (1657–1713)
- Friedrich Wilhelm I., König in Preußen (1688–1740)
- Erdmann II. von Promnitz (1683–1745)[19]
- Heinrich XXIV. Reichsgraf von Reuß-Köstritz (1681–1748)
- Heinrich Ernst zu Stolberg-Wernigerode (1716–1778)[20]

### Lehrer und Lehrerinnen (Auswahl)
- Christoph Bernoulli (1782–1836)
- Louise Charbonnet (1665–1739)
- Hermann Albert Daniel (1834–1870)
- Hieronymus Freyer (1698–1747)
- Ernst Theodor Echtermeyer (1805–1844)
- Friedrich August Eckstein (1839–1863)
- Karl Moritz Fleischer (1832–1839)
- Hieronymus Freyer (1698–1747)
- Israel Christian Gronau (1729–1733)
- Johann Ernst Gründler (1701–1708)
- Johann Julius Hecker (1729–1735)
- Christoph Friedrich Ferdinand Haacke (1803–1808)
- Christian Leiste (1761–1766)
- Salomon Negri (1665–1729)[21]
- Friedrich Neubauer (1861–1953)
- Heinrich Rathmann (1771–1774)
- Georg Wilhem Steller (1709–1746)
- Karl Smalian (1890–1902)[22][23]
- Johann Heinrich Zopf (1716–1719)

### Akteure im Netzwerk weltweit (Auswahl)
- Johann Martin Boltzius (1730–1733)
- Heinrich Wilhelm Ludolf (1655–1712)
- Cotton Mather (1663–1728)
- Bartholomäus Ziegenbalg (1682–1719)
- Friedrich Michael Ziegenhagen (1694–1776)

## Weblinks

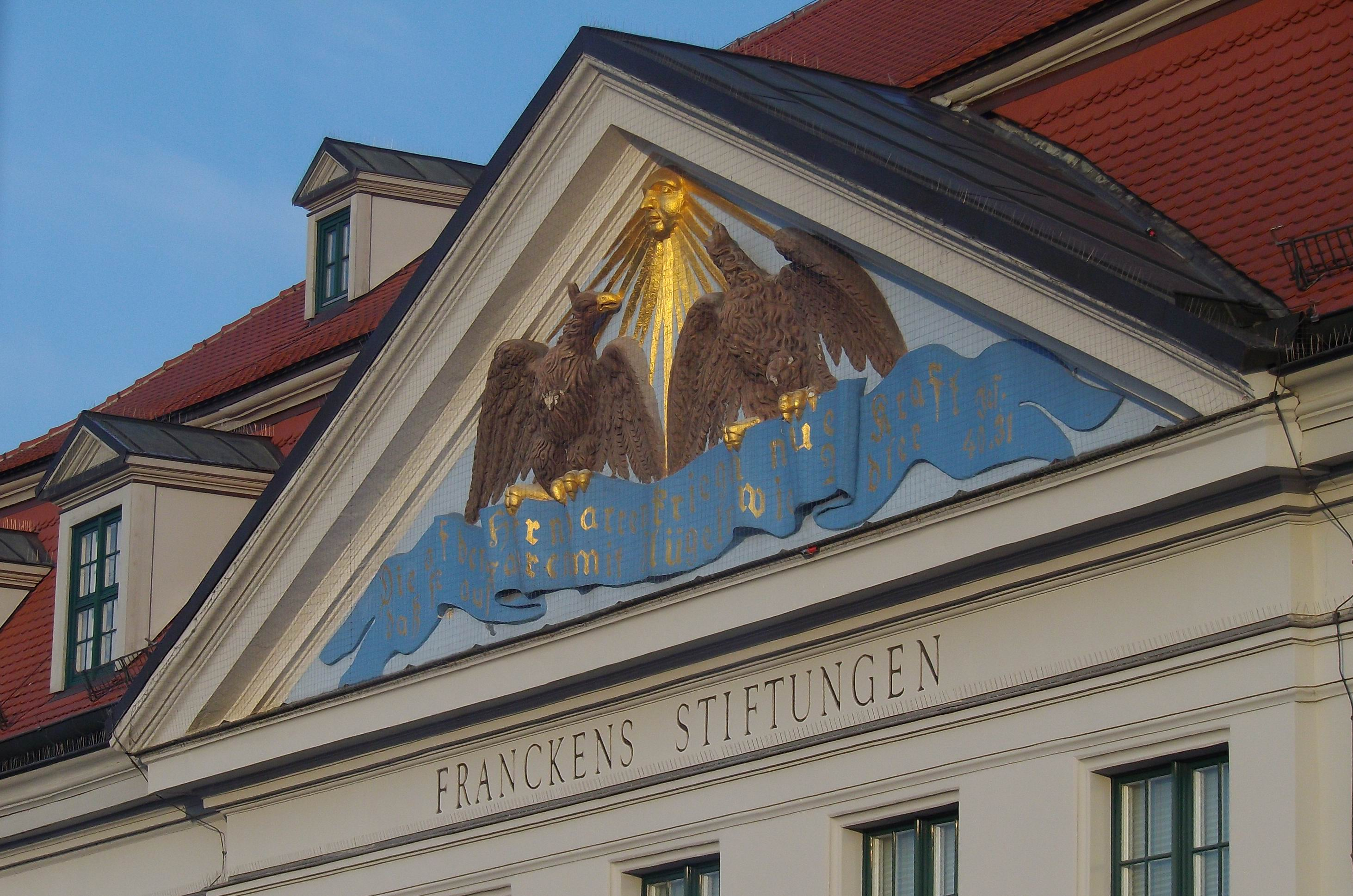
Adler und Inschrift